# Lista de episódios de The Following

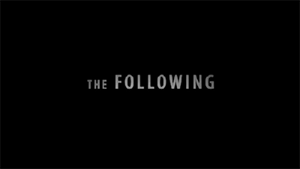
Logotipo da série.

The Following é uma série de televisão dramática norte-americana, criada por Kevin Williamson. Protagonizada por Kevin Bacon, estreou em 21 de janeiro de 2013 na Fox, também contando com James Purefoy, Shawn Ashmore e Natalie Zea no elenco. A série parte da premissa de um agente do FBI, Ryan Hardy, que investiga um criminoso que usa a tecnologia para criar uma rede de serial killers com base nos ensinamentos deixados pelo poeta e escritor Edgar Allan Poe. Começou a ser exibida no Brasil a partir de 21 de fevereiro de 2013, pelo canal por assinatura Warner.

## Exibição da série
| Temp. | Temp. | Ep. | Originalmente exibido | Originalmente exibido | Lançamento em DVD e Blu-ray | Lançamento em DVD e Blu-ray | Lançamento em DVD e Blu-ray |
| Temp. | Temp. | Ep. | Início                | Término               | Região 1                    | Região 2                    | Região 4                    |
| ----- | ----- | --- | --------------------- | --------------------- | --------------------------- | --------------------------- | --------------------------- |
|       | 1     | 15  | 21 de janeiro de 2013 | 29 de abril de 2013   | 7 de janeiro de 2014        | 2 de dezembro de 2013       | 13 de novembro de 2013      |
|       | 2     | 15  | 19 de janeiro de 2014 | 28 de abril de 2014   | TBA                         | 29 de Setembro de 2014      | TBA                         |

## Episódios

### Segunda temporada: 2014
Em 4 de março de 2013, a FOX renovou a série para uma segunda temporada, que será composta por 15 episódios.
Predefinição:Essa predefinição é para ser usada em listas de episódios de televisão.